# Vanguardismo en Ecuador

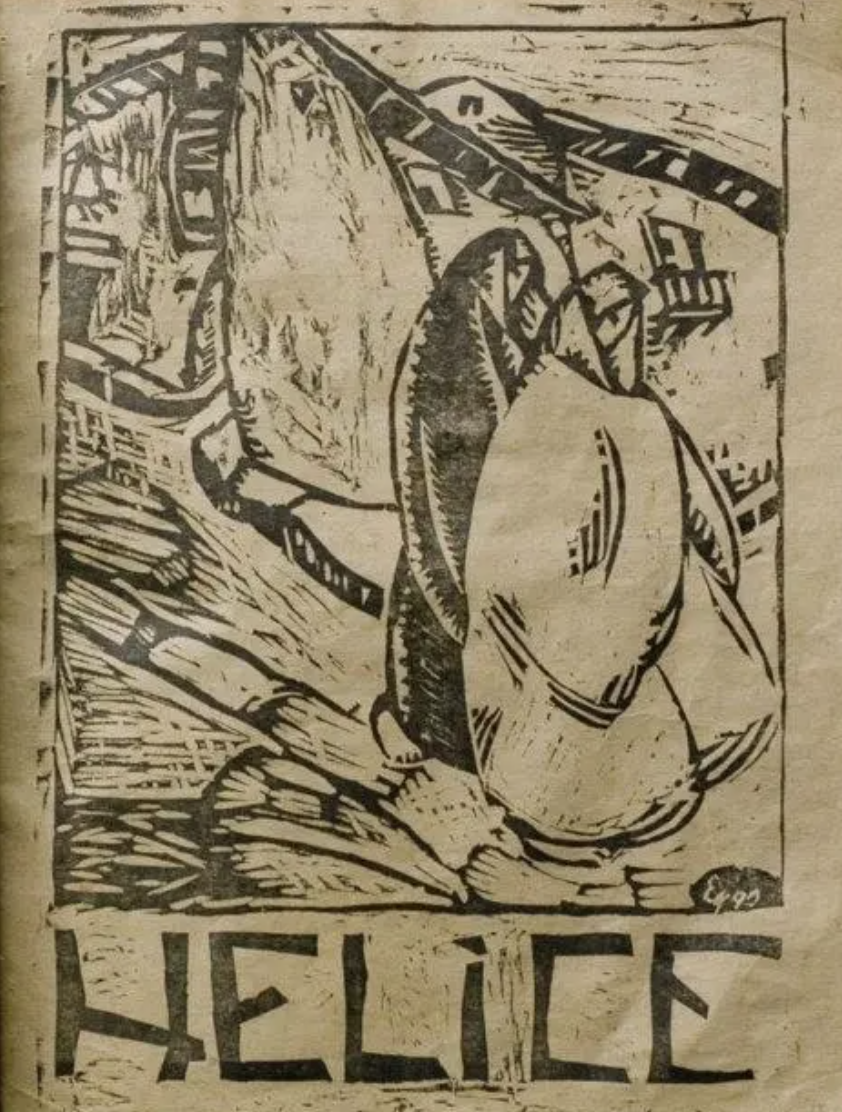
La revista Hélice, por Camilo Egas.

El vanguardismo en Ecuador fue un movimiento estético enfocado en la literatura y pintura principalmente que comprende a escritores como Hugo Mayo, Pablo Palacio, Humberto Salvador, José Rumazo González, Jorge Carrera Andrade, Gonzalo Escudero y Alfredo Gangotena. Sus libros publicados en la década de 1920 e inicios de 1930 fueron hitos importantes en la literatura vanguardista de este país que se caracterizaba por romper estéticamente con el modernismo literario y también por diferenciarse del realismo social.
Las revistas vanguardistas, como "Síngulus", "Proteo" y "Motocicleta" de Hugo Mayo, y "Hélice" iniciada por Camilo Egas, donde colaboraría entre otras personas Gonzalo Escudero, Alfredo Gangotena, Gonzalo Zaldumbide, Jorge Carrera Andrade, desempeñaron un papel crucial en la difusión de las nuevas corrientes artísticas en Ecuador. La experimentación fue un rasgo distintivo de la vanguardia ecuatoriana, como se evidencia en la poesía de Mayo, en la novela "Débora" de Pablo Palacio y en Altamar de José Rumazo González, tanto en su teoría sobre la metáfora desdoblada, como en su poesía. A esto se suma el abandono de la métrica tradicional en la obra de Carrera Andrade, con sus "Microgramas" e incluso la incursión en el cubismo en el teatro como lo haría Gonzalo Escudero, en su drama "Paralelogramo".

## Principales exponentes
El vanguardismo en Ecuador tiene como pionero a Hugo Mayo, seudónimo de Miguel Augusto Egas Miranda, quien fuera un destacado poeta y escritor de inicios del siglo XX. Su estilo, cercano al dadaísmo, rompió con las convenciones literarias de la época, lo que inicialmente generó incomprensión y críticas. Aunque Mayo publicó poco en vida, su obra fue recopilada en varios poemarios y antologías, lo que permitió su reconocimiento tardío en Ecuador. Su poesía se caracteriza por su irreverencia, su libertad creativa y su exploración de temas diversos como la geometría, el cosmos, la vida cotidiana y la angustia existencial. Críticos como Hernán Rodríguez Castelo destacaron su originalidad y su capacidad para fusionar la tradición modernista con las innovaciones vanguardistas. Mayo fundó varias revistas literarias, como "Singulus", "Proteos" y "Motocicleta", que se convirtieron en espacios de difusión para la poesía vanguardista en Ecuador. Su legado incluye poemarios como "Dolor adentro" y "El zaguán de aluminio", así como su participación en importantes antologías de poesía latinoamericana. Su obra, aunque inicialmente incomprendida, es hoy reconocida como una de las más originales y relevantes de la literatura ecuatoriana del siglo XX.

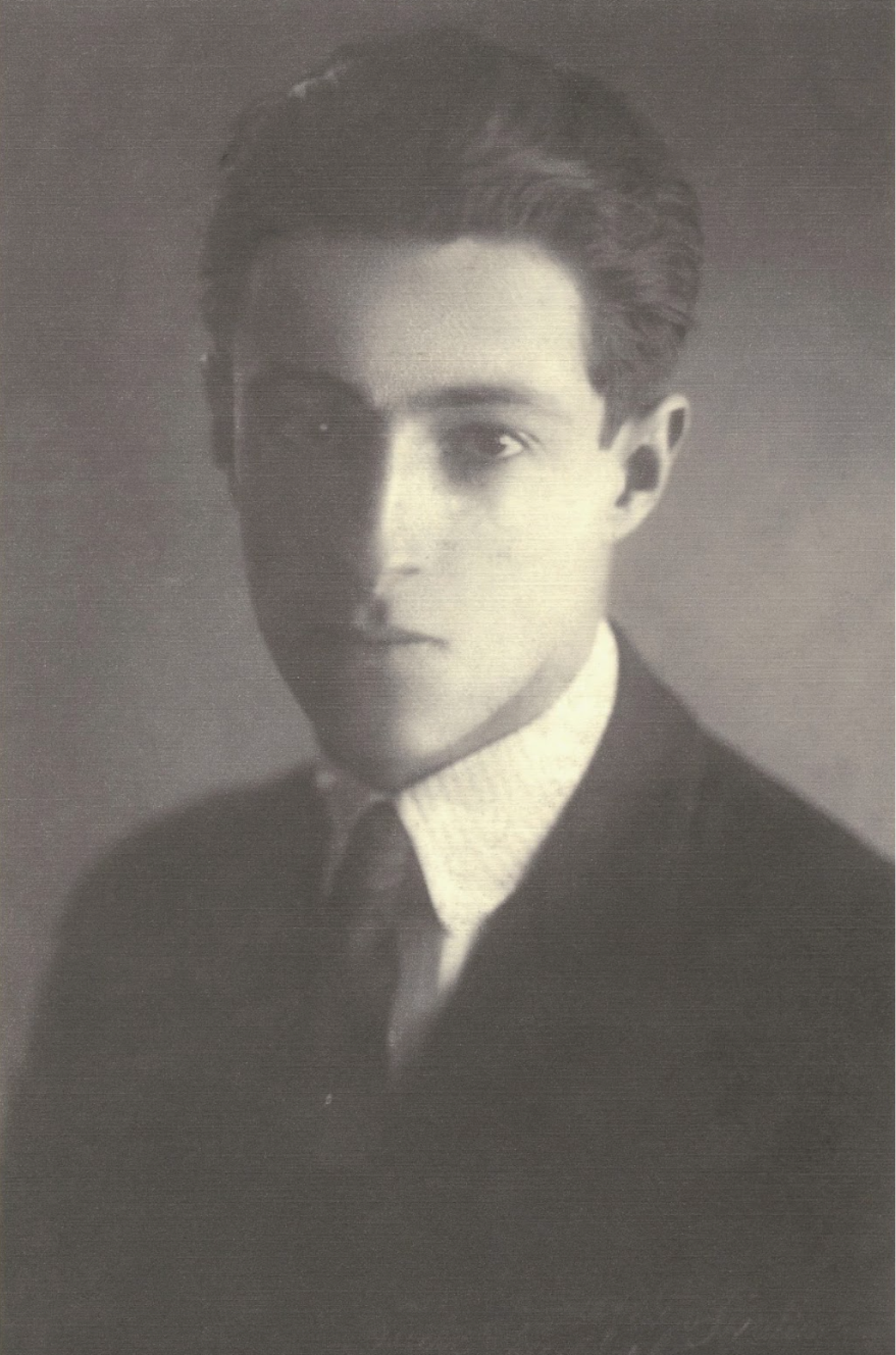
Pablo Palacio

En la narrativa por su parte destacaron Pablo Palacio y Humberto Salvador. El primero tanto en la novela corta como en los cuentos, mientras que el segundo, quien sería uno de los novelistas más prolíficos de Ecuador publicarían "En la ciudad he perdido una novela...". La obra de ambos es vanguardista tanto en forma como en fondo. En la forma el uso de recursos literarios no tradicionales abunda, como es el caso de Salvador que incluye facturas y contabilidad en medio del texto por ejemplo. Su etapa vanguardista despegó en 1929 con "Ajedrez", una colección de cuentos influenciados por el psicoanálisis freudiano, donde exploraba personajes con obsesiones psiquiátricas y sexuales. "La navaja", uno de sus cuentos, le valió reconocimiento internacional.  A este éxito le siguieron además de "En la ciudad he perdido una novela..." su libro titulado "Taza de té", obras que cimentaron su reputación como un innovador literario en Ecuador.Pablo Palacio en cambio publicaría "Un hombre muerto a puntapiés", "Débora" y "Vida del ahorcado", cuya obra rompió con el costumbrismo de su época, y destacó por su innovación en estructuras y contenidos narrativos.
Respecto a la biografía de ambos, la vida de Palacio estuvo marcada por el éxito literario y profesional, así como por una trágica enfermedad mental que lo afectó en sus últimos años. Su obra sería destacada por Benjamín Carrión inicialmente y después por Miguel Donoso Pareja quien con sus varios escritos buscaría difundir su narrativa y reestablecer su figura en el canon literario. Por otro lado Humberto Salvador fue además de escritor, abogado y psicoanalista. Sin embargo, su trayectoria literaria cambió hacia el realismo social, por influencia de Joaquín Gallegos Lara. Nacido en Guayaquil en 1909, Salvador quedó huérfano a temprana edad y se trasladó a Quito. Allí, forjó amistades literarias con Jorge Icaza en el Instituto Nacional Mejía, y luego estudió leyes en la Universidad Central del Ecuador, mientras impartía clases de literatura. Su juventud estuvo marcada por su inclinación hacia la izquierda política y su participación en revistas y proyectos teatrales, donde satirizaba a la burguesía quiteña.

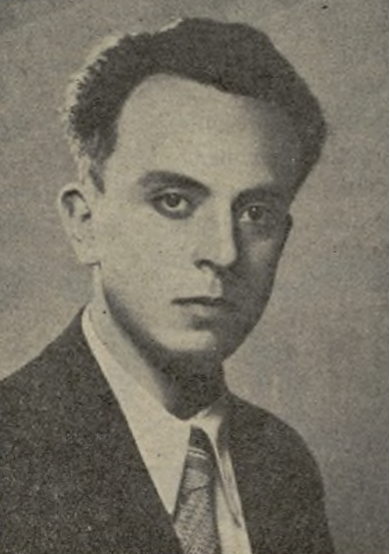
Jose Rumazo Gonzalez

Además de la narrativa se debe destacar en la poesía a Rumazo González, Carrera Andrade, Escudero y Gangotena. Estos poetas muchas veces llamados "posmodernistas" también rompieron con la estética anterior a través de sus obras, especialmente en la etapa inicial de su vida. José Rumazo González fue un escritor, historiador, paleógrafo y diplomático ecuatoriano, cuya obra abarcó diversos géneros literarios e históricos. Su carrera literaria se inició durante el vanguardismo con la publicación de los poemarios "Altamar" y "Proa", título que hace referencia a la parte frontal la —vanguardia— de un bote, y el ensayo "El nuevo clasicismo en la poesía", donde Rumazo expuso su visión estética, influenciada por las vanguardias y el psicoanálisis. Su poesía temprana mostró la influencia de Vicente Huidobro, y desarrolló su propia teoría del "anfimetamorfismo", explorando los múltiples significados de la palabra poética.

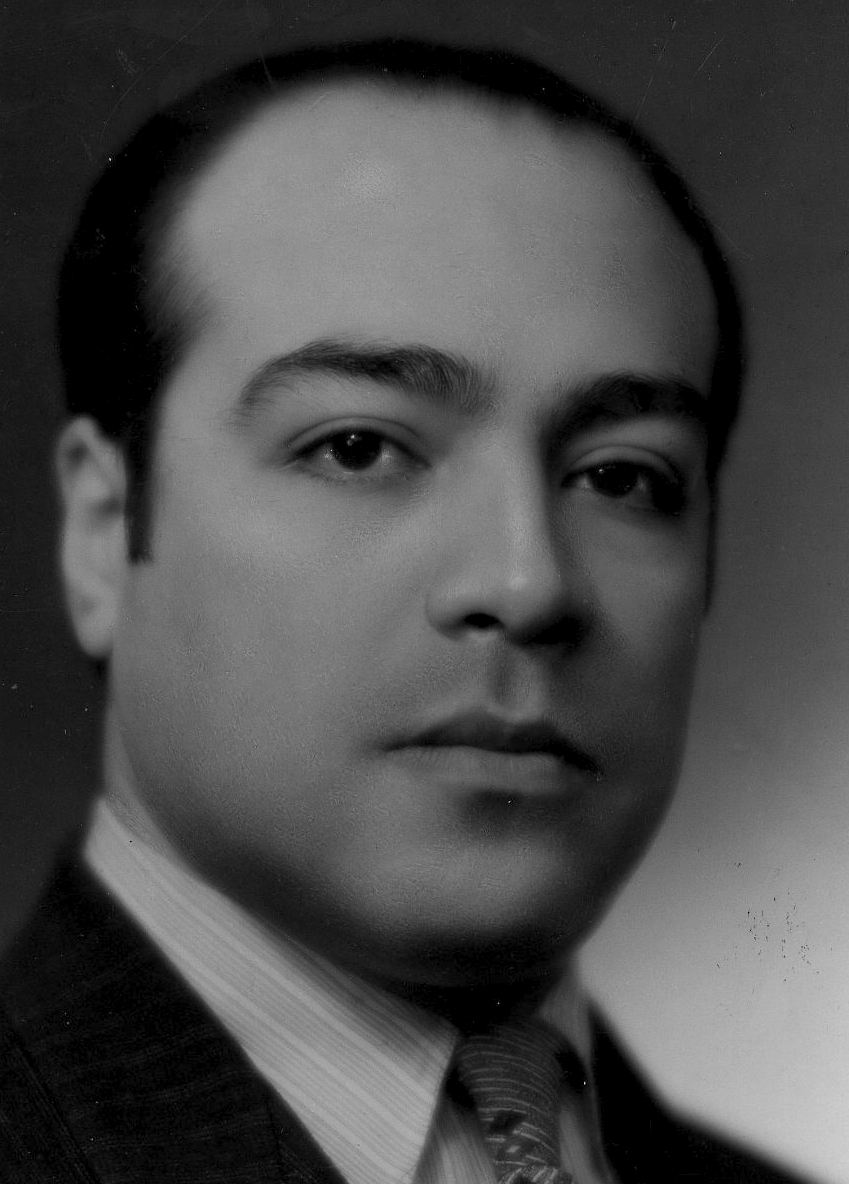
Jorge Carrera Andrade

Rumazo González, tras su obra "El nuevo clasicismo en la poesía", donde exploró la relación entre el arte clásico y la vanguardia, publicó "Altamar". En su análisis, distinguió entre una vanguardia auténtica, basada en la tradición y la búsqueda de nuevas formas de expresión, y una vanguardia falsa, que se limita a la imitación y la provocación sin fundamento.  Dentro de "Altamar", Rumazo González desarrolló una "teoría sobre la emoción" como parte de su método poético. Esta teoría postula que la emoción es clave para la comprensión indirecta de la poesía, lograda a través de la "resonancia". La resonancia se refiere a la recepción de la poesía en una segunda lectura o recuerdo, no en la primera impresión, ya que esta última suele estar influenciada por el sentido principal de la información. Según el autor, la resonancia implica una disyunción del tema y una disgregación que permite una nueva creación. Este proceso permite trasplantar el sentido de la imagen, revelándolo inicialmente y convirtiéndolo en símbolo.  De igual forma la obra de Jorge Carrera Andrade  marcó la superación del modernismo y el inicio de las vanguardias en su país.
Carrera Andrade intervendría a través de su muy influyente comunicación radial titulada «El destino de nuestra generación», con fecha de mayo de 1931 en Barcelona. A través de esta invitación se motivaría a los jóvenes escritores a seguir los nuevos rumbos del pensamiento y la cultura. Ahí afirmaría:

«Los que hemos tenido la suerte de aparecer después de esa fecha [1900], interpretamos a nuestra manera el mundo y queremos ver y conocer con ojos propios. De esta manera, dos tendencias están frente a frente: la que se nutre de los restos del siglo pasado y la que se plantea la construcción futura del siglo en que vivimos»
Carrera Andrade - El destino de nuestra generación

Durante el auge de las vanguardias, Carrera Andrade innovó al adaptar el haiku japonés al español en su obra "Microgramas", centrada en la fauna, flora y folclore ecuatorianos. En su ensayo introductorio, rastrea la genealogía de esta forma poética desde los epigramas españoles de Francisco de Quevedo hasta las saetas y cantares, culminando en el haiku. Su estilo se caracteriza por la brevedad y el enfoque en las cosas, como se evidencia en su poema "Nuez". La poesía de Carrera Andrade se caracteriza por su enfoque en el juego metafórico, donde el mundo se captura y se posee a través de la analogía y la correspondencia. Este acto de nombrar, que algunos críticos vieron como una apropiación "burguesa", es en realidad un acto fundacional, donde el poeta establece un lugar de origen poético en los Andes ecuatoriales. A medida que su obra evoluciona, el mundo de Carrera Andrade se expande, abarcando paisajes marinos, ciudades y culturas globales, reflejando su deseo de trazar un mapamundi personal.
Respecto a la vida de Rumazo González y Carrera Andrade, quienes fueran contemporáneos, existen paralelismos en sus facetas de diplomáticos y estancia en Europa. Además, a lo largo de su trayectoria, Rumazo ocupó cargos importantes, como la presidencia de la Academia Ecuatoriana de la Lengua, y recibió el Premio Eugenio Espejo en reconocimiento a su valiosa contribución a la literatura ecuatoriana. Por su parte, Carrera Andrade quien fuera cosmopolita en su formación y estética, fue traductor y se dedicó a, el ensayo y la diplomacia al igual que la poesía. A lo largo de sesenta años, dedicó su vida a viajar y escribir, dejando un legado que lo posiciona como uno de los poetas más prolíficos de Ecuador. En 1976, la Academia de la Lengua del Ecuador propuso su candidatura al Premio Nobel. Sus obras, como "Boletines de mar y tierra" y "Lugar de origen", exploran la universalidad a través de metáforas de viaje y la conexión entre la tierra y el cosmos.

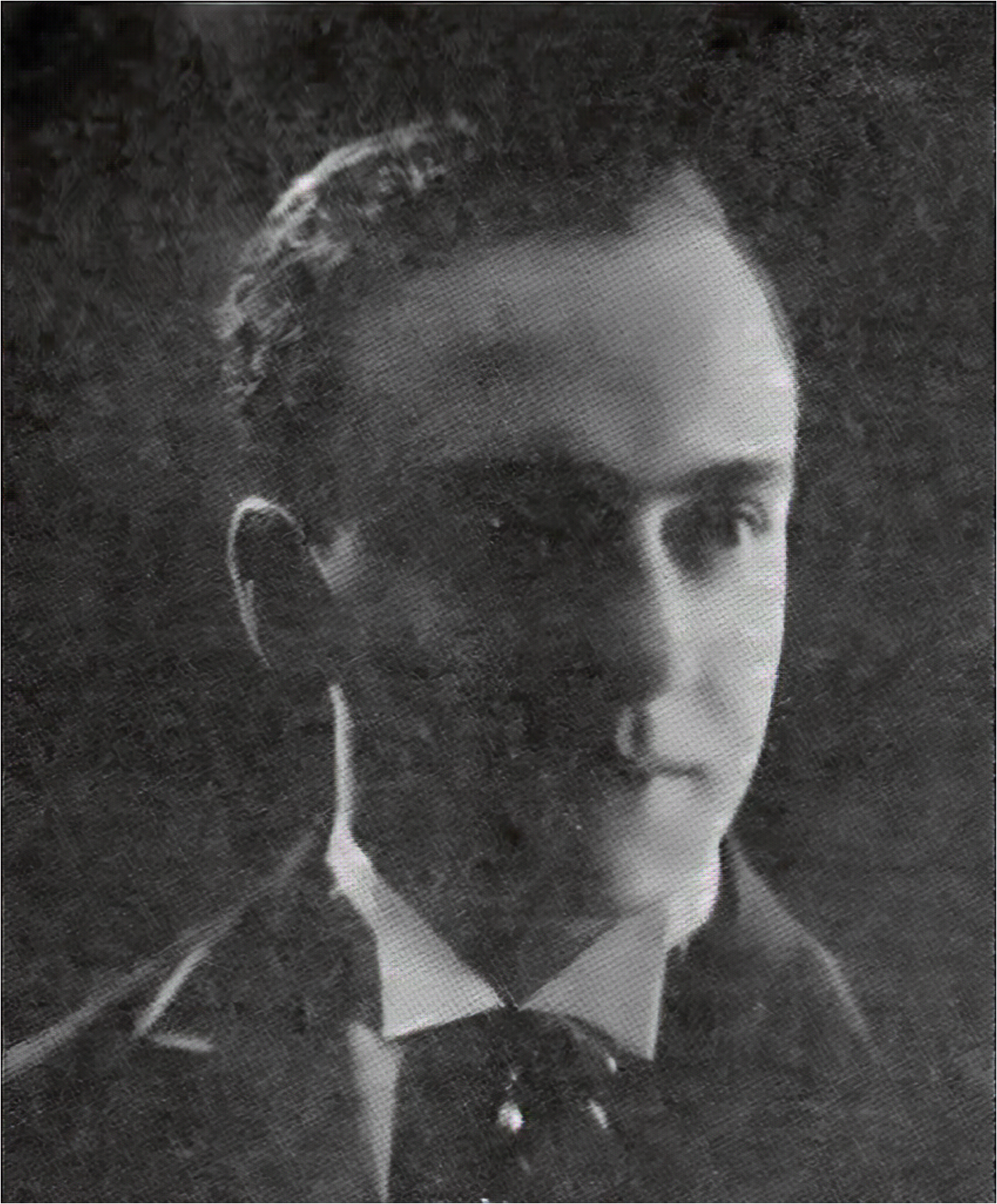
Gonzalo Escudero

Adicionalmente, tenemos como exponentes del vanguardismo en la poesía a Gonzalo Escudero, Alfredo Gangotena. Primeramente, Escudero fue un poeta y diplomático ecuatoriano, cuya obra poética se caracterizó por su profundidad mística y existencial. Exploró temas metafísicos y su poesía evolucionó desde las vanguardias hasta un estilo clásico en su etapa final. Su carrera diplomática lo llevó a ocupar cargos importantes, incluyendo embajadas en varios países europeos. Por su parte Alfredo Gangotena fue un poeta bilingüe, cuya obra se desarrolló entre Quito y París. En la capital francesa, durante la década de 1920, se relacionó con figuras literarias como Max Jacob y Jean Cocteau, y su poesía absorbió influencias del simbolismo francés y la "poesía del pensamiento" europea, nutriéndose de la ciencia, el catolicismo y filósofos como Nietzsche. A su regreso a Ecuador, Gangotena enfrentó la incomprensión de su medio cultural, dominado por el indigenismo. A pesar de esto, continuó escribiendo y publicando, y su obra fue reivindicada póstumamente.
Escudero iniciaría su carrera literaria publicando los importantes libros "Los poemas del arte" (1919) y "Las parábolas olímpicas" (1922). Después por influencia de César E. Arroyo quien publicaría «La nueva poesía. La evolución de un gran poeta», y además haría su influyente conferencia «La nueva poesía: el creacionismo y el ultraísmo», Gonzalo Escudero publicaría en el primer número de la revista Hélice de 1926 un  artículo de clara filiación vanguardista donde critica el arte clásico:

«El trazo nervioso y arbitrario ha condenado a muerte a la expresión fotográfica de la pintura clásica y la plasticidad móvil y descompuesta de la nueva escultura ha derribado a la idea helenista de la proporción volumétrica»
Gonzálo Escudero - Revista Hélice (1926)

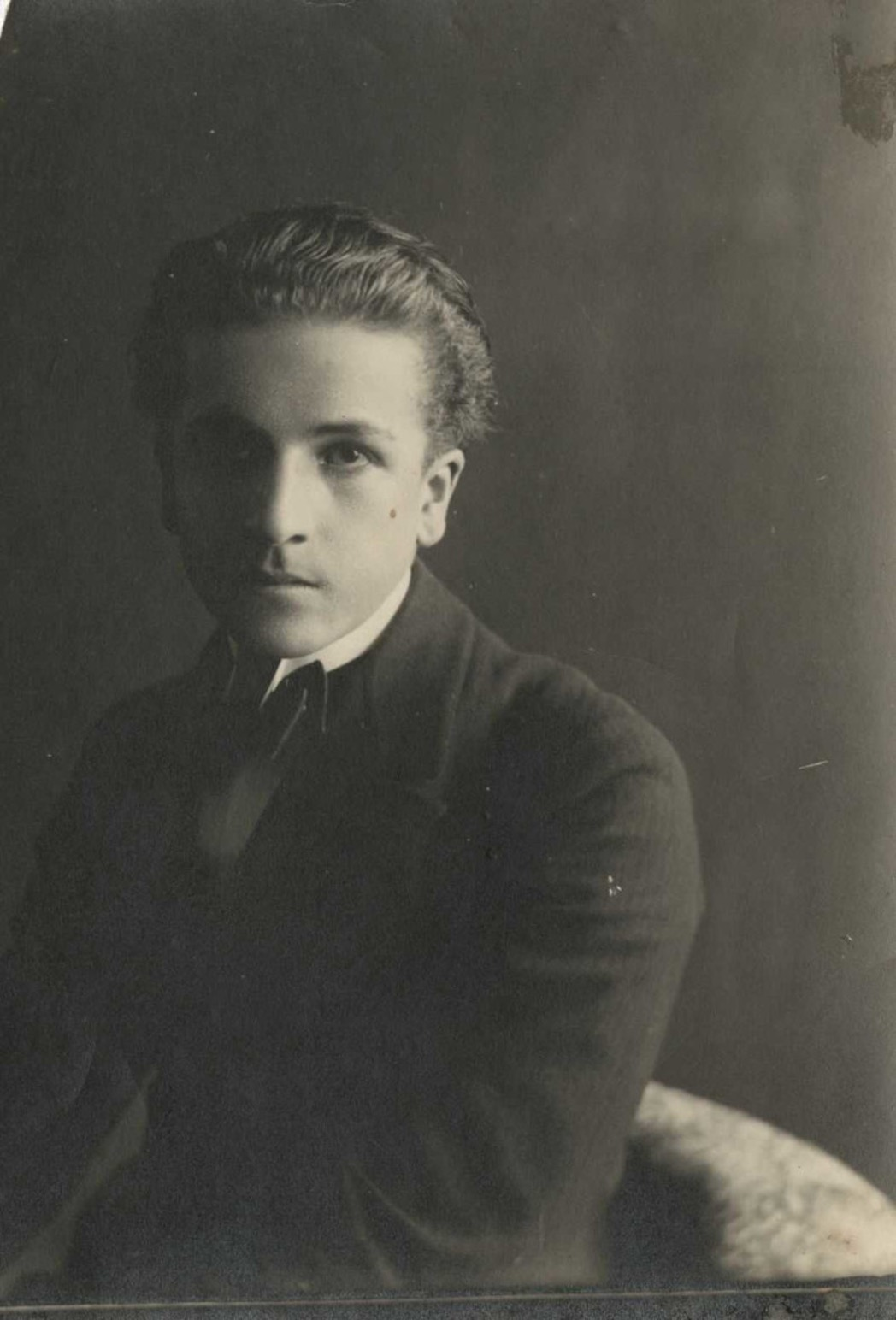
Alfredo Gangotena

Años después publicaría su famoso drama superrealista y cubista titulado "Paralelogramo" y el elogiado poemario de 1933, "Hélices de huracán y de sol", que destacó por su imaginería y métrica, recibiendo el reconocimiento de Miguel de Unamuno. Posteriormente, como parte de su obra de madurez compuso "Altanoche", publicado en 1947 y que sería bien recibido por la crítica por su diversidad de estilos, cuidado de la forma y el uso de la metáfora.. Durante la Guerra Civil Española, adoptó una postura anticascista, plasmada en un poema de 1938. Escudero tanto en su poesía como en el teatro dejó un legado que, aunque en ocasiones hermético, destaca por su musicalidad y profundidad filosófica.  De manera similar, Gangotena, considerado por Ivan Carvajal como "un precoz poeta vanguardista", siguió un camino distinto al de muchos escritores de Ecuador al ser enviado a Francia para estudiar, donde su poesía en francés fue aclamada. Influenciado por la poesía moderna y filósofos como Kierkegaard, Nietzsche y Heidegger, incorporó elementos vanguardistas y una visión nihilista a su obra, reflejando la crisis espiritual y la angustia existencial de su época.
Además de su importante libro "Orogénie" publicado en 1928, le seguirían los poemarios siguientes:  L'orage secret (1926-1927), Absence. 1928-1930 (1932), Jocaste (1934), Cruautés (1935), Nuit (1938) publicados en francés y Tempestad secreta (1940), Hermenéutica de Perenne Luz (1940) en español. Carvajal destacaría de su poesía "algunos aspectos constructivos del poema, ligados a la imaginación vanguardista y al moderno uso de los tropos (tanto en el plano de la expresión como en el del contenido), el nihilismo y la crisis espiritual de la época, con su consiguiente carga de angustia existencial y agonía". Estos elementos que ya estaban presentes de manera inicial en la poesía del modernismo ecuatoriano, llegan a dominar completamente la escritura de Gangotena.

## Característica de la vanguardia

### Las revistas vanguardistas

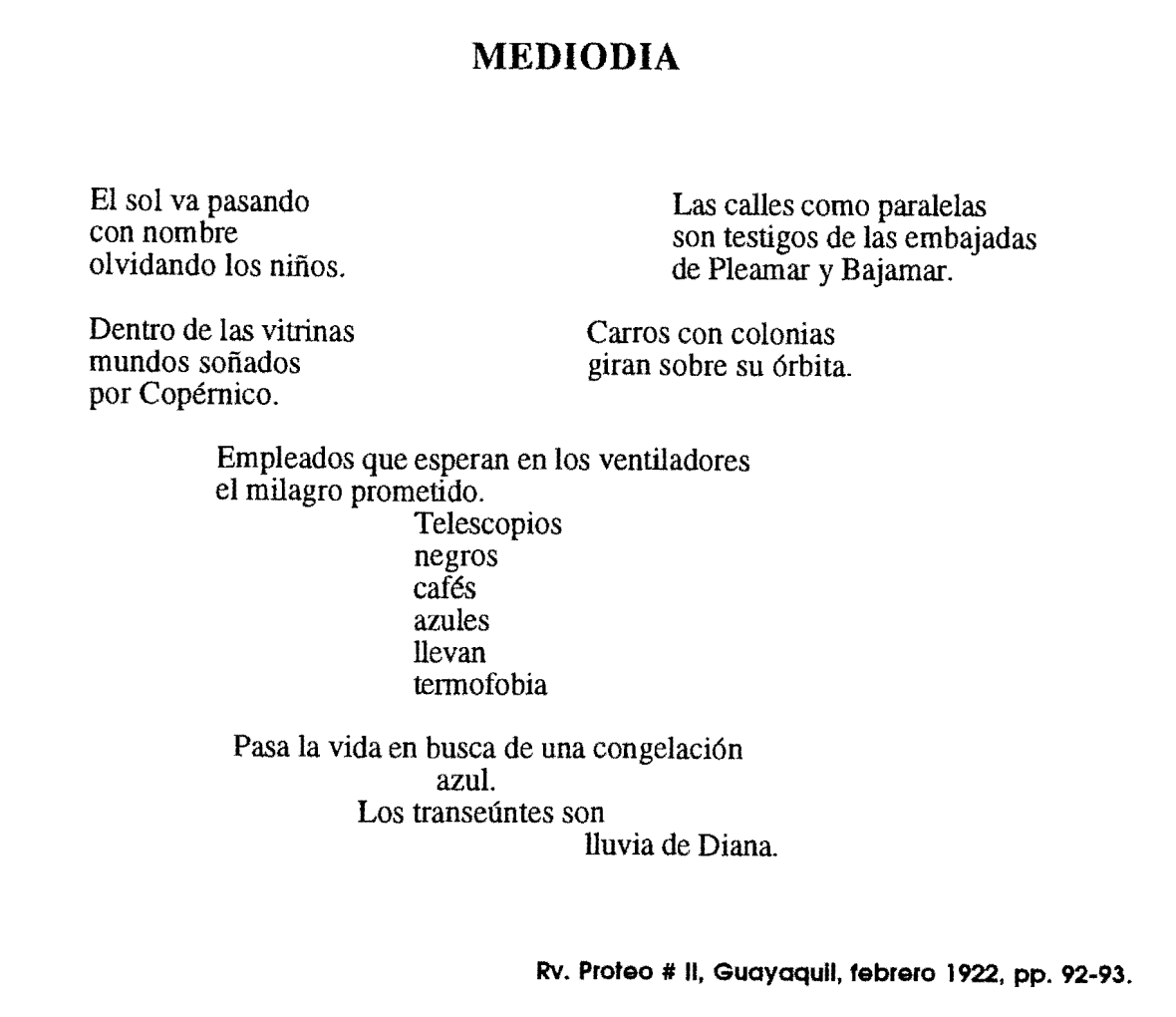
Poema Mediodía, correspondiente a la primera etapa de la obra vanguardista de Hugo Mayo. Publicado en la revista Proteo N°11

Hugo Mayo, destacaría por su adhesión al dadaísmo y su colaboración en revistas influyentes como Cervantes, Grecia y Amauta, junto con la creación de las revistas Síngulus, Proteo y Motocicleta, marcaron un hito en la literatura ecuatoriana. Estas publicaciones desafiaron las normas estéticas de la época, promoviendo una poesía innovadora que rompía con las estructuras tradicionales. Primeramente, Síngulus destacó por la publicación de un manifiesto, y por fusionar la tradición con la vanguardia al incluir a autores clásicos junto a innovadores como José Juan Tablada y el propio Hugo Mayo. Además, la revista sirvió como plataforma para otros vanguardistas, como José Antonio Falconi Villagómez, cuyo "Arte poético número 2" es considerado un manifiesto dadaísta clave. Por otro lado, Proteo amplió el espectro de la vanguardia, abrazando la ambivalencia y la polifacética innovación. Su "Pórtico" ya anunciaba el debate entre tradición y modernidad, reflejado en la inclusión de autores diversos como Gabriela Mistral y Cansinos Assens. Los poemas de Hugo Mayo en esta etapa mostraron una clara influencia futurista, incorporando elementos como la velocidad, la electricidad y el maquinismo. Por último y una de las revistas más conocidas fue Motocicleta, la última dirigida por Mayo, y fue la más radical y enérgica de sus proyectos. Con el subtítulo "Índice de poesía vanguardista. Aparece cada 360 horas", esta publicación consolidó a Ecuador como un referente de la vanguardia literaria.
A esto se debe sumar la importante revista "Hélice" que sería clave en la articulación de la vanguardia ecuatoriana, fundada por el pintor Camilo Egas, que se publicó entre abril y septiembre de 1926. Bajo la dirección de Raúl Andrade, la revista se convirtió en un espacio para la difusión de diversas corrientes artísticas de vanguardia, como el ultraísmo, el creacionismo, el surrealismo, el futurismo y el indigenismo, además de defender el concepto del "arte por el arte". La revista se caracterizó por su postura crítica hacia el canon literario y las formas clásicas promovidas por las élites artísticas de la época, como la Sociedad Jurídica-Literaria y la Sociedad de Amigos de Montalvo. El lema de la revista, definido por Gonzalo Escudero, abogaba por una "estética de movilidad, expansión, de dinamia" y la creación de un arte auténtico y cosmopolita. Escudero publicaría justamente un libro titulado "Hélices de huracán y de sol" con clara referencia a dicha revista y el movimiento al que pertenecía en ese momento. Además, "Hélice" contó con la colaboración de destacados artistas y escritores ecuatorianos, como Camilo Egas, Guillermo Latorre, Gonzalo Escudero, Jorge Carrera Andrade y Pablo Palacio. Este último publicó los cinco primeros cuentos de su libro "Un hombre muerto a puntapiés" en los cinco números de la revista.

### Los autores "islas"
Entre los vanguardistas encontramos a autores considerados "islas" por la soledad tanto de la figura y la obra que es distinta al resto de escritores que muchas veces persiguieron temas más bien políticos y de realismo social. Entre estos autores destacarían  Alfredo Gangotena y Pablo Palacio. Palacio sería descrito de esta manera por Miguel Donoso Pareja en sus estudios de crítica literaria ecuatoriana. Gangotena sería descrito como "la mayor de las islas" por su contemporáneo Jorge Carrera Andrade por lo poco que su obra había sido estudiada a pesar de su alta calidad. El escritor Miguel Oviedo destacaría la gran diferencia entre Palacio y sus contemporáneos afirmando que "Pablo Palacio es una incómoda y discordante excepción" con relación al resto de escritores realistas y que las características de su obra condujeron "a una serie de malentendidos y confusiones que contribuyeron a oscurecer su aporte". Según Donoso Pareja, estos autores a su vez se enlazan con la nueva narrativa ecuatoriana de la segunda mitad del siglo XX a través de la obra de Dávila Andrade ya que es "un punto de enlace entre la narrativa de Pablo Palacio, precursor de la vanguardia ecuatoriana (y aun latinoamericana, según Lavín Cerda) en la prosa de ficción, y los actuales y más avanzados cuentistas y novelistas ecuatorianos"

### La experimentación

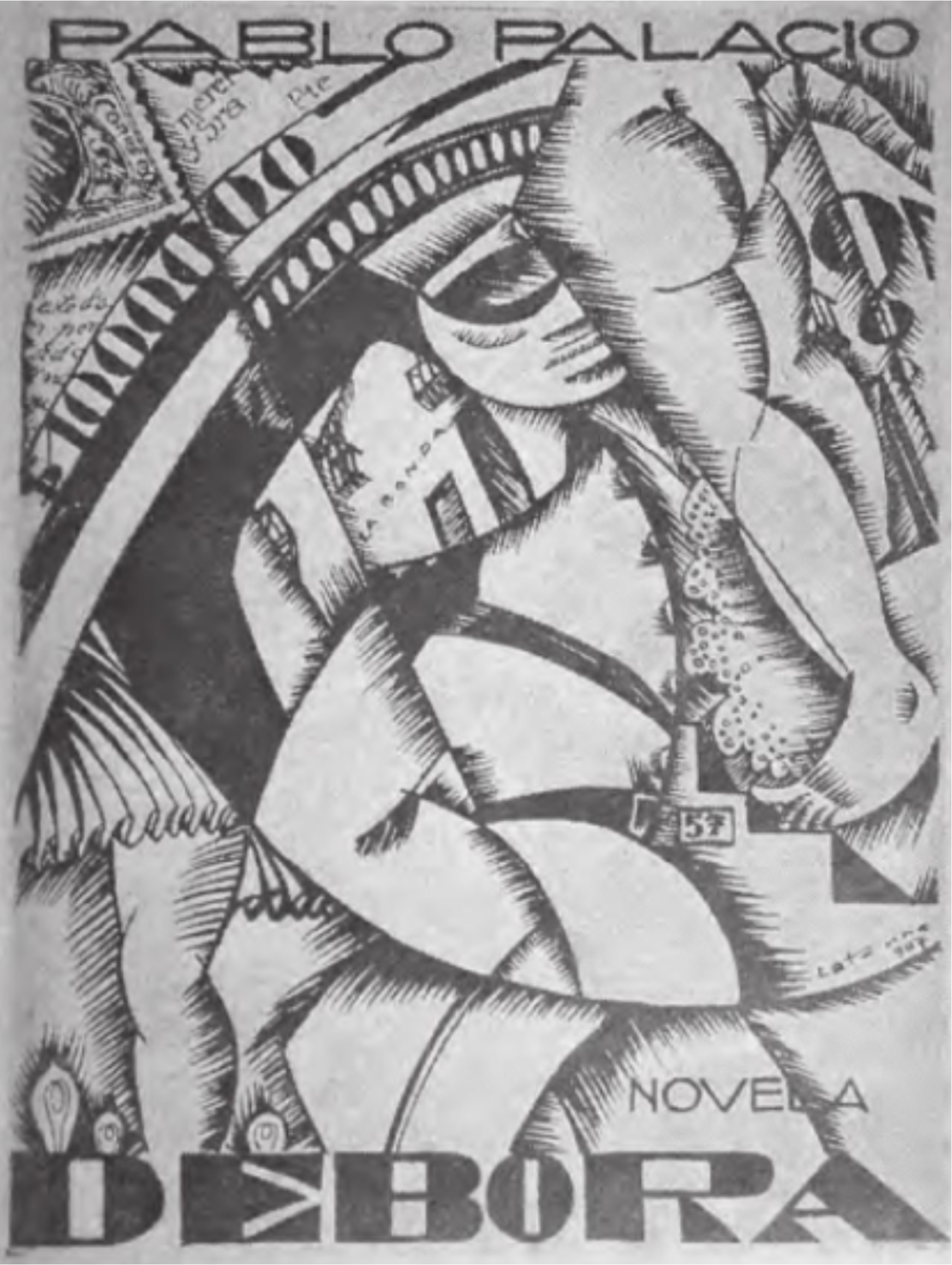
Debora por Pablo Palacio

Uno de los ejemplos más notables de la experimentación característica de la vanguardia literaria es la obra de Pablo Palacio y Rumazo González. Primeramente Palacio destacaría con su libro "Débora" que es una novela corta experimental publicada en 1927. La trama sigue al Teniente, un personaje ambiguo, en su deambular por Quito en busca de una aventura amorosa que nunca se concreta. La novela se compone de fragmentos que describen hechos cotidianos, interrumpidos por las divagaciones del narrador, sus comentarios sobre el protagonista y su fastidio con la construcción de la trama. Palacio utiliza técnicas como el flujo de conciencia y la metaficción, y la primera edición incluyó ilustraciones de Guillermo Latorre y Kanela. El Teniente es un personaje ridículo y superficial, reflejo de la Revolución Juliana, y objeto de los insultos del narrador. Los críticos han interpretado al Teniente de diversas maneras: como un desdoblamiento esquizofrénico del narrador, como un títere manipulado por Palacio, o como una metáfora del proceso de escritura. La novela también critica las convenciones literarias del romanticismo y el realismo, y realiza observaciones sociales sobre la modernización de Quito y la pobreza. "Débora" fue bien recibida en los círculos literarios ecuatorianos y, con el tiempo, ha ganado reconocimiento internacional. La crítica ha elogiado la ironía y la exploración psicológica de la obra, así como su carácter innovador y su crítica a las normas literarias establecidas.
Asimismo, Rumazo González, desarrollaría su interpretación de la vanguardia en "El nuevo clasicismo en la poesía" conferencia leída a manera de manifiesto en 1932 donde hace una distinción entre una "vanguardia auténtica", arraigada en la tradición y la búsqueda de nuevas formas genuinas, y una "vanguardia falsa", que se limita a imitar tendencias extranjeras sin sustancia. Esto sería continuado a través de la publicación de "Altamar", donde Rumazo González desarrolla una "teoría sobre la emoción", proponiendo que la emoción es clave para la comprensión indirecta de la poesía. Para ello, introduce el concepto de "resonancia", la recepción de la poesía a través del recuerdo, y no en la primera lectura. El libro también incluye una "fraseología para el arte actual", donde Rumazo González establece cinco modos de expresión para el arte de vanguardia que priorizan el espíritu sobre la naturaleza, incorporan el conocimiento científico, enfatizan las "cópulas" (contradicciones) sobre los atributos, valoran la autenticidad interior y conciben las proporciones desde la perspectiva de ideas y sentimientos. La etapa vanguardista de este autor terminaría con la publicación de "Raudal", y que marcó un punto de inflexión en su carrera literaria, siendo recibida con mayor aclamación que sus trabajos anteriores.  La influencia de "Altamar" fue fundamental en la concepción de "Raudal", sirviendo como base textual y permitiendo al autor distanciarse de influencias como el creacionismo de Huidobro y abandonando el afimetamorfismo. En general la obra secular de Rumazo se enmarca en las vanguardias, lo que incluye además de sus primeros poemas, su novela experimental "Andariegos".

### La métrica y la metáfora

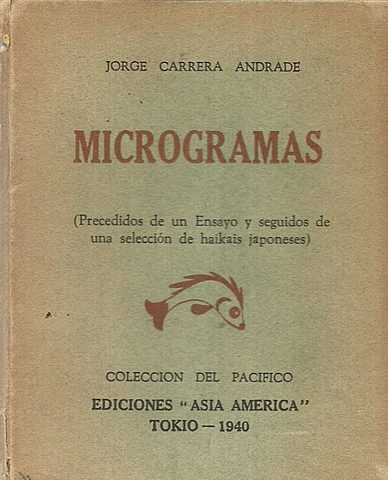
Microgramas de Jorge Carrera Andrade

La vanguardia en Ecuador se caracterizó por cambios en la métrica y el uso de la metáfora en la poesía. En este sentido se puede leer la obra de Rumazo González y Carrera Andrade. Continuando con Rumazo González quien desarrollaría una "teoría de la anfimetáfora" o "metáfora desdoblada", que es la manera en la que la poesía puede generar una doble imagen mediante el juego de significados del predicado en relación con el sustantivo. Por su parte Carrera Andrade formaría parte de la vanguardia inicialmente a través de su poemario "Boletines de mar y tierra" publicado en 1930. Este libro marca un cambio significativo en la obra del autor, alejándose de la poesía bucólica y abrazando el cosmopolitismo, influenciado por sus numerosos viajes. Gabriela Mistral, en el prólogo, describe la poesía de Carrera Andrade como "indofuturismo", vinculándola con las vanguardias literarias de la época, aunque el autor posteriormente se inclinó hacia una visión panteísta. Este libro es notable por la introducción del micrograma, una composición poética concebida como el giro objetivista del epigrama, que Carrera Andrade desarrollaría en sus obras posteriores. Además, se observa un avance en su concepto de ser un "cronista del cosmos". A través de los microgramas, busca capturar la esencia de las cosas, similar a la taxonomía linneana, y construir un sistema que estructure los elementos definidos poéticamente, recordando catálogo sistemático del biólogo Franco Dávila, Carrera Andrade llegaría a definirse asimismo como un "Cronista del cosmos". El poema inicial, "Ordenando un universo", ejemplifica esta intención, donde el poeta describe cómo organiza un universo personal con elementos de la naturaleza, asignando roles y significados a cada uno. Carrera Andrade revela su visión de que incluso los seres considerados feos tienen un papel en la armonía del cosmos, y cómo la observación de la naturaleza lo lleva a descifrar un "alfabeto de los pájaros", símbolos del orden espiritual del planeta.
Por ejemplo, una nuez definida poéticamente a través de un micrograma:

NUEZ

Nuez: sabiduría comprimida,
diminuta tortuga vegetal,
cerebro de duende

paralizado por la eternidad.

### El surrealismo y la geometría

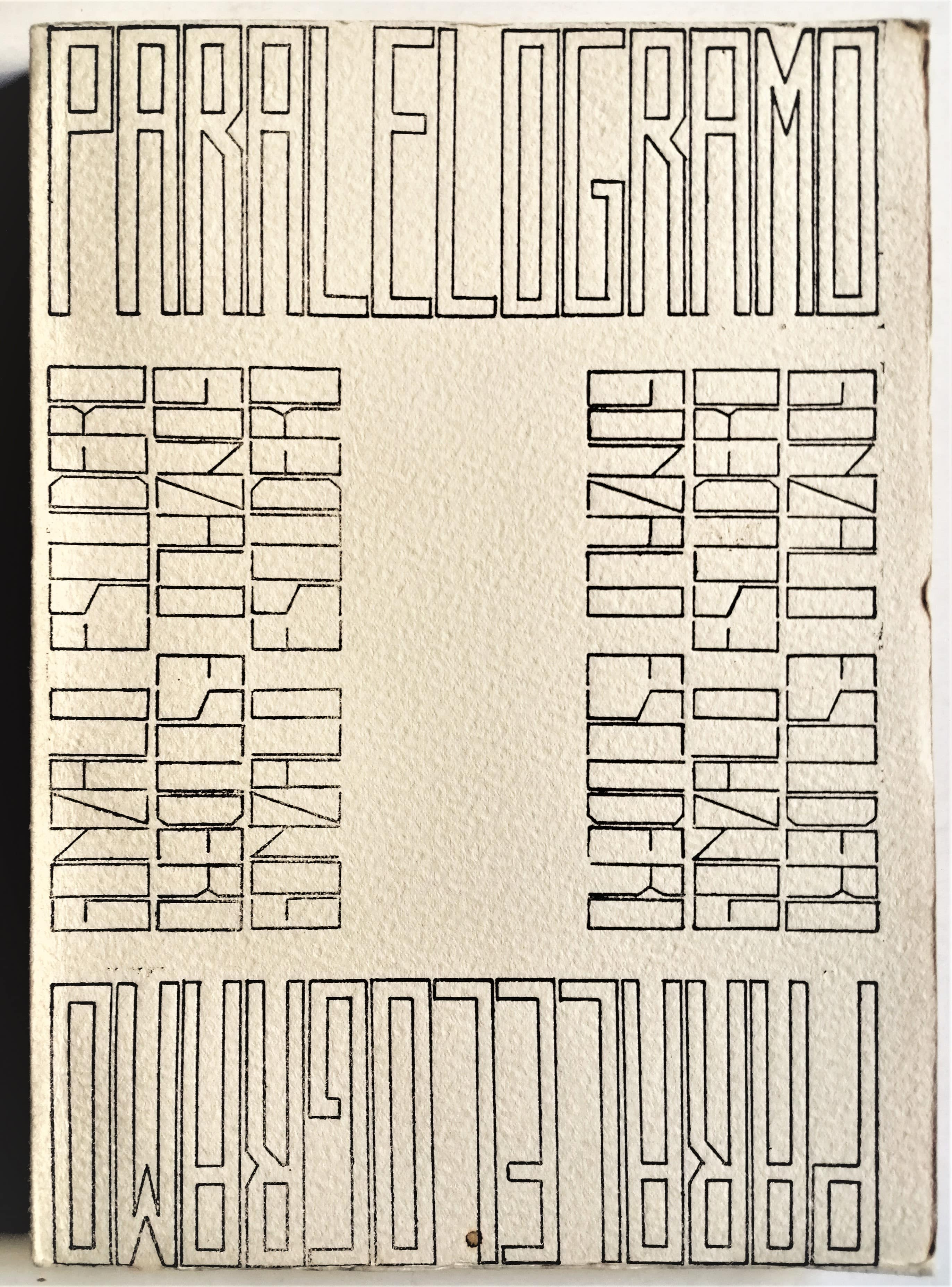
Paralelogramo de Escudero

El surrealismo influenció la obra de Alfredo Gangotena y de Gonzalo Escudero en distintas maneras. En el caso de Gangotena, el surrealismo muchas veces ha sido la principal característica que define su poesía, por sobre los demás elementos como su existencialismo. Por otro lado en la obra de escudero, el drama publicado 1930 bajo el título de "Paralelogramo" marcó un hito en el teatro ecuatoriano y ha sido calificada como surrealista y cubista. A través de escenarios geométricos y personajes que representan figuras abstractas, Gonzalo Escudero explora temas filosóficos y existenciales como la muerte, el amor y la locura. Adicionalmente, utiliza la disposición escénica y la progresión de los escenarios para profundizar en temas como la filosofía, la muerte, el amor y la locura, creando una experiencia teatral que desafía las convenciones narrativas tradicionales. De igual manera la geometría forma una parte importante en la obra de Gangotena, debido a su formación en ciencias (estudio ingeniería en Minas) y su amor por la matemática. La geometría, la religión y la cultura francesa hicieron que Pascal influyera en su obra, lo que se puede ver en su poema "Cuaresma" publicado en su primer poemario bajo el título de "Orogénie" (con claras referencias telúricas) durante su regreso a Ecuador en 1928. Su vida y obra desencajarían por completo con relación al resto de literatura hecha en Ecuador en esos años y haría que sus poemas, a pesar de estar en la vanguardia, no sean tomados en cuenta hasta cuatro décadas después. En la actualidad su obra fue incorporada a la literatura ecuatoriana y latinoamericana, lo que ha ayudado para que se popularice aún más gracias a la traducción continua de sus poemas.